# William Hayden English
William Hayden English, född 27 augusti 1822 i Lexington, Indiana, död 7 februari 1896 i Indianapolis, var en amerikansk politiker (demokrat). Han representerade delstaten Indianas andra distrikt i USA:s representanthus 1853–1861. Han var Winfield Scott Hancocks vicepresidentkandidat i presidentvalet i USA 1880. Sonen William E. English var ledamot av USA:s representanthus 1884–1885.
English studerade juridik och inledde 1846 sin karriär som advokat i Indiana. Följande år gifte han sig med Emma Mardulia Jackson. English blev invald i representanthuset i kongressvalet 1852 och omvaldes tre gånger. Han spelade en central roll i försöken att få den så kallade Lecomptonkonstitutionen för den blivande delstaten Kansas godkänd men den förkastades i en folkomröstning i Kansasterritoriet. Hade Lecomptonkonstitutionen blivit godkänd skulle den nya delstaten ha blivit en slavstat och fått ett betydande markområde från den federala regeringen.
English lämnade politiken och tjänstgjorde som bankdirektör fram till 1877. Hustrun avled senare samma år som han hade avgått från banken. English gjorde sedan politisk comeback och siktade på att bli nominerad till vicepresidentkandidat i presidentvalet 1880. Thomas A. Hendricks som hade varit vicepresidentkandidat fyra år tidigare var inte intresserad av att kandidera den gången. English, som kom från samma delstat, kunde få Hendricks anhängare bakom sig och vann nomineringen. I juni 1880 blev han dessutom ordförande för demokraterna i Indiana. Demokraterna Hancock och English förlorade presidentvalet mot republikanerna James Garfield och Chester A. Arthur. Efter valförlusten stödde English sedan starkt sonen William E. Englishs politiska karriär.
English avled 1896 och gravsattes på Crown Hill Cemetery i Indianapolis. År 1896 utkom hans historiska verk i två volymer, Conquest in the Country Northwest of the River Ohio, 1778-1783.